# Phlegmariurus taiwanensis
Phlegmariurus taiwanensis là một loài thực vật có mạch trong Họ Thạch tùng. Loài này được (C.M. Kuo) L.B. Zhang mô tả khoa học đầu tiên năm 2004.